# 悉尼電車
悉尼电车为已经停止运营的电车系统，于1879年至1961年运营。在巅峰时期，该系统为澳大利亚最大的电车系统，英联邦之内第二大的系统（仅次于伦敦），同时也是世界最大的电车系统之一，1923年线网长度达到291公里。该系统在上世纪三十年代时每日有着最高达1,600辆电车同时运行（今日墨尔本此数量为500辆）。客流量在1945年时达到巅峰，实现了年客流量4.05亿人次。